# Styckjunkaren 6

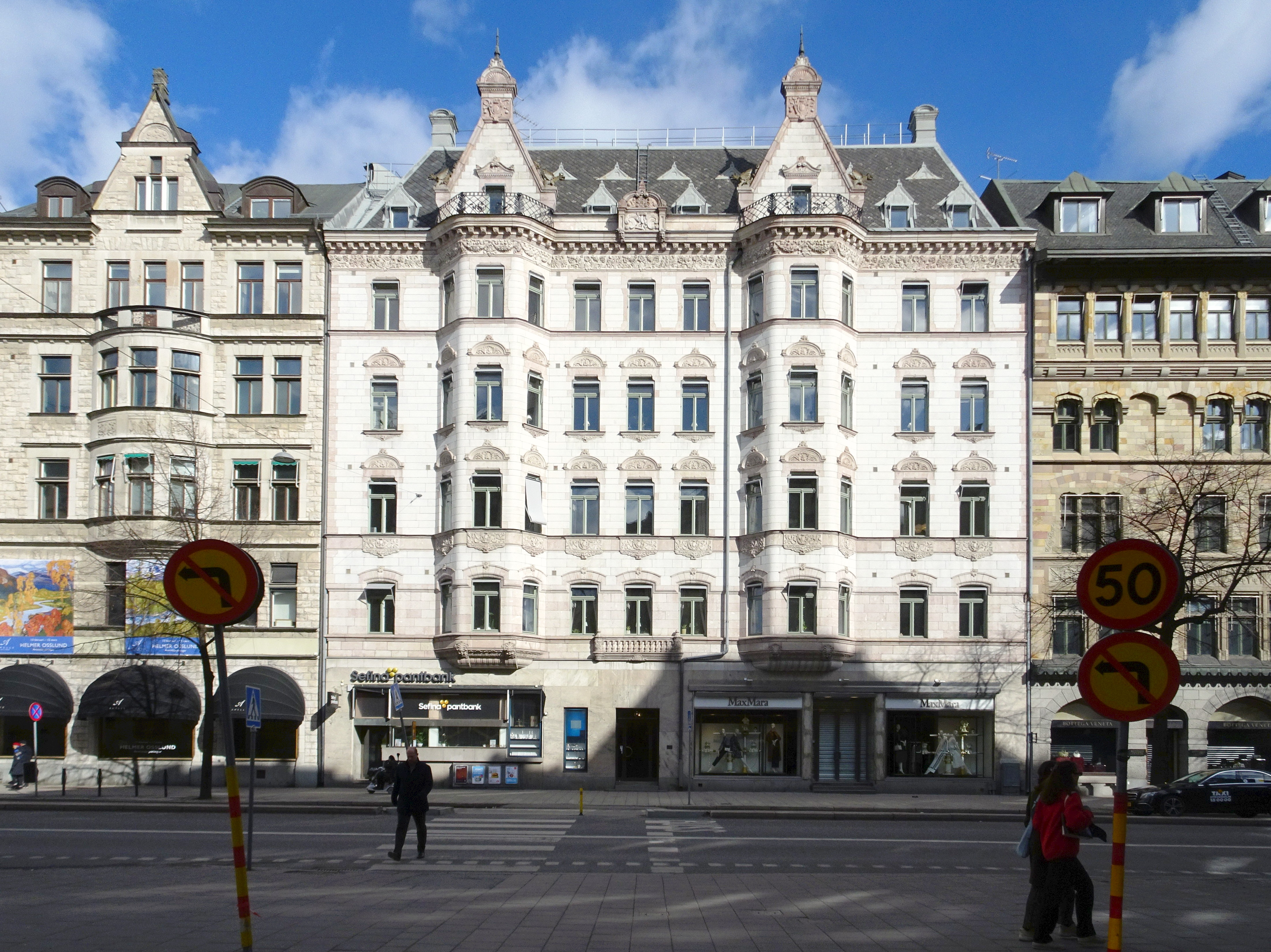
Styckjunkaren 6, Birger Jarlsgatan 12, mars 2021.
Till höger syns Styckjunkaren 11 och till vänster Styckjunkaren 7.

Styckjunkaren 6 är en bostadsfastighet i kvarteret Styckjunkaren vid Birger Jarlsgatan 12 (tidigare nr 16) på Östermalm i Stockholm. Byggnaden som uppfördes 1896–1897 efter ritningar av arkitekt Carl Kleitz är blåmärkt av Stadsmuseet i Stockholm vilket betyder "att bebyggelsen bedöms ha synnerligen höga kulturhistoriska värden".

## Kvarteret
Kvarteret Styckjunkaren återfinns 1733 på Petrus Tillaeus karta på samma plats och har där nr 21 Styckjunckaren (med "ck" i efterleden). Det lilla kvarteret med triangulär form låg då med sin västra sida intill dåvarande kvarteret Rännilen. En styckjunkare var en militär grad och motsvarade fanjunkaren dock vid artilleriet. Kvartersnamnet erinrar om den militära verksamheten vid närbelägna Artillerigården. Sin nuvarande form fick kvarteret i samband med att Birger Jarlsgatan drogs fram här på 1880-talet varvid kvarterets västra fastigheter revs. Från den ursprungliga bebyggelsen återstår idag bara Styckjunkaren 8, ett litet 1700-tals hus vid Riddargatan 4 som inhyste konditoriet Sturekatten.

## Byggnad

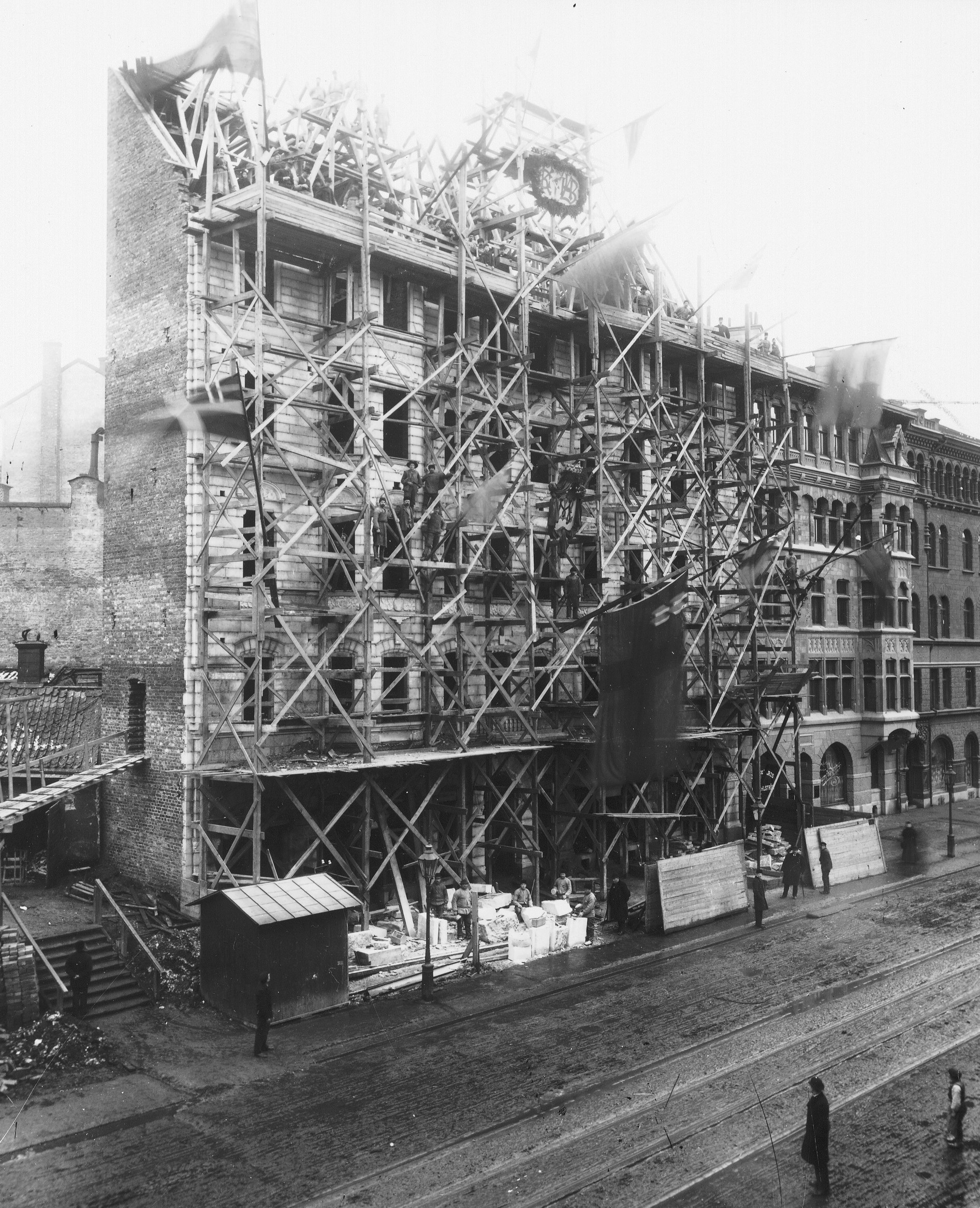
Taklagsfest 1897.

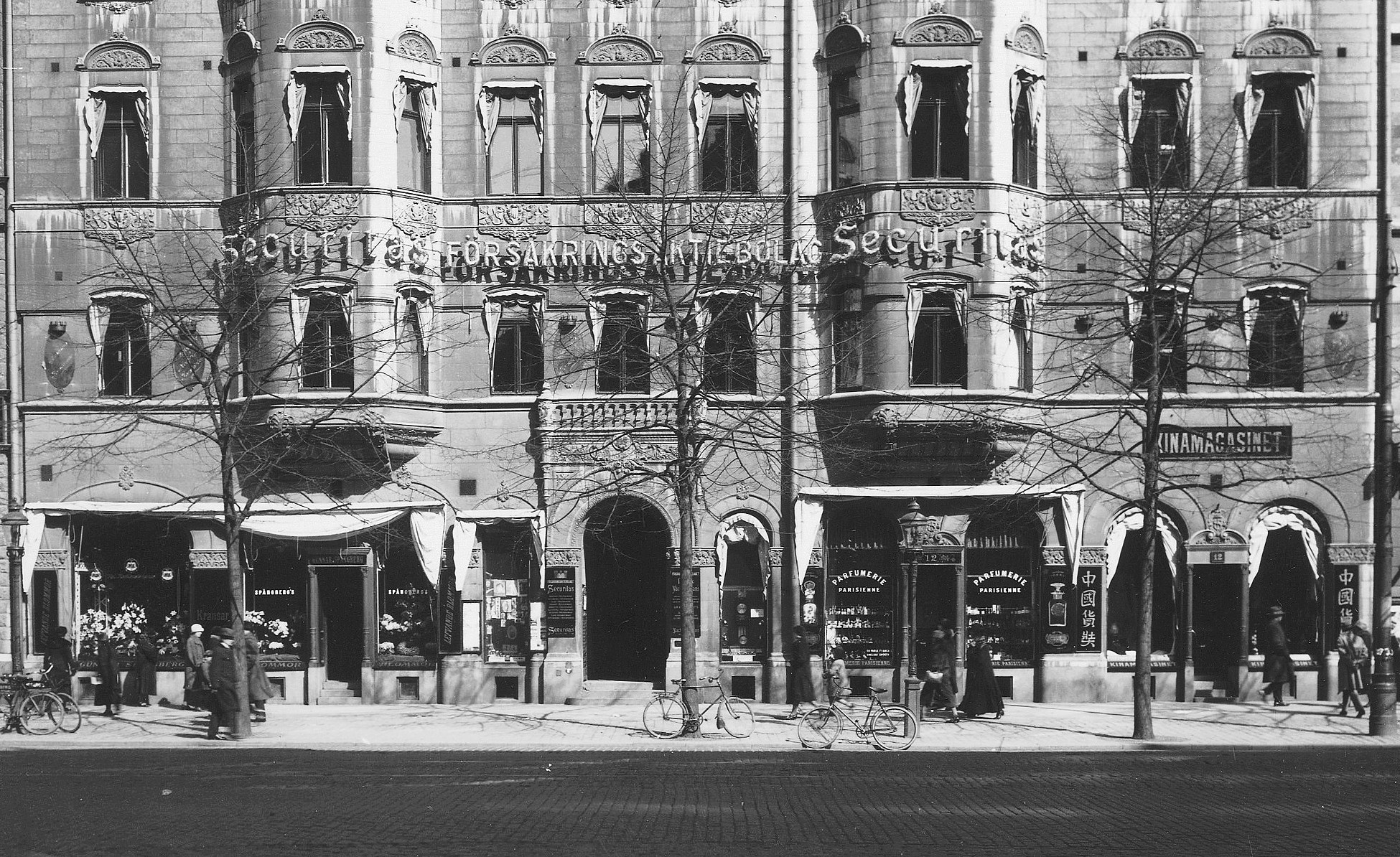
Butiksfasaden 1925.

### Exteriör
På platsen fanns ett hus från 1750-talet som revs när Birger Jarlsgatan anlades. Den nybildade tomten Styckjunkaren 6 ägdes av grosshandlaren M. Magnusson som anlitade arkitekt Carl Kleitz att gestalta huset och byggmästaren Håkan Bergkvist att uppföra det. Bergkvist kom att bygga flera hus i omgivningen, exempelvis Rännilen 11 (1899-1900) och Bocanderska palatset (1905-1908) och Kleitz ritade ett 50-tal bostadshus i Stockholms innerstad.
På Styckjunkaren 6 ritade Kleitz en elegant byggnad i fem våningar med butikslokaler i bottenvåningen. Gårdsfasaden kläddes i grå och rosa kalksten med rik huggen dekor och utsmyckningar i form av bland annat festonger, maskeroner, blommotiv och drakar. I höjd med bottenvåningen och kring butiksfönstren uppsattes marmorplattor i ett senare skede när nuvarande stora butiksfönster tillkom. Fasaden mot Birger Jarlsgatan accentueras av två burspråk som avslutas med var sin balkong med sirliga smidesräcken. Däröver reser sig en hög frontespis över taket. Yttertaket täcktes av skifferplattor. Gårdsfasaden utfördes enklare i gult tegel.

### Interiör
Entréhallen gestaltades med väggar avfärgade i ockra och kvaderindelad stucco lustro, samt valvbåge, skulpterad nisch och hörnlister av mässing. Lägenhetsdörrarna utfördes fanerklädda med skulpterade överstycken. Den ursprungliga lägenhetsfördelningen var en enda bostad per plan. Den innehöll sju rum och kök, därtill två jungfrurum, serveringsgång och stor entréhall samt ett litet badrum. Köksavdelningen nåddes via en separat kökstrappa. 
De av Stadsmuseet i samband med en byggnadsinventering 1973 besökta lägenheterna hade till största delen ursprungliga snickerier och stucktak. De båda salongerna (som annonserar sig utåt genom de båda burspråken) var gestaltade i nyrokoko. Här märks dörröverstycken och tak med ursprunglig målning respektive stuck, kartuscher med landskapsbilder och puttifigurer i rött på grå botten samt plafondmålning med flygande putti. 1918 inreddes vindsvåningen och en hiss installerades i huvudtrappan. 1937 ändrades de förut välvda butiksfönstren till stora rektangulära dito.

### Butiker
På ett fotografi från 1925 framgår husets butiker. Längst till vänster hade Gunnar Spångbergs Lefvande Blommor "Kunglig Hovleverantör" sin affär. Spångbergs blommor finns fortfarande dock inte vid Birger Jarlsgatan utan sedan 1941 i Stockholms centralstation. Till höger om huvudentrén fanns Parfumerie Parisienne och Kinamagasinet. Kinamagasinets grundare var Judit Hanson (1884-1965), en driftig affärskvinna och expert för kinesiska antikviteter, speciellt tyger och broderier. Innan hon flyttade verksamheten till Birger Jarlsgatan hade hon även ett Kinamagasin vid Regeringsgatan 43. Vid Birger Jarlsgatan bodde hon i en stor våning ovanför butiken. Dåvarande fastighetsägare var Försäkringsaktiebolaget Securitas vars namn prydde fasaden. År 2021 hade Svensk Pantbelåning sin verksamhet i vänstra lokalen och till höger om entrén finns en filial av modefirman Max Mara.

### Originalritningar från 1896

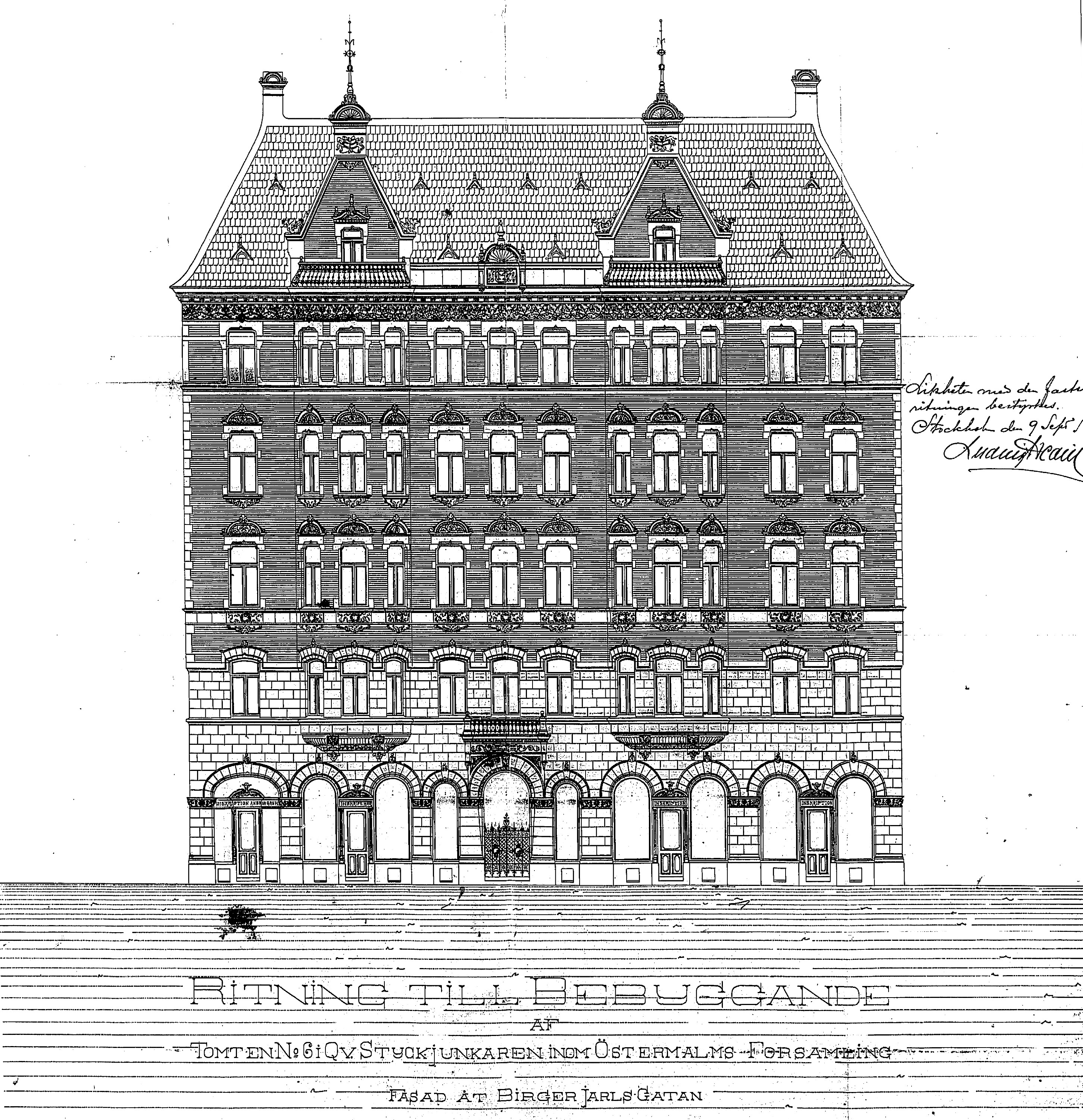
Fasad mot Birger Jarlsgatan.
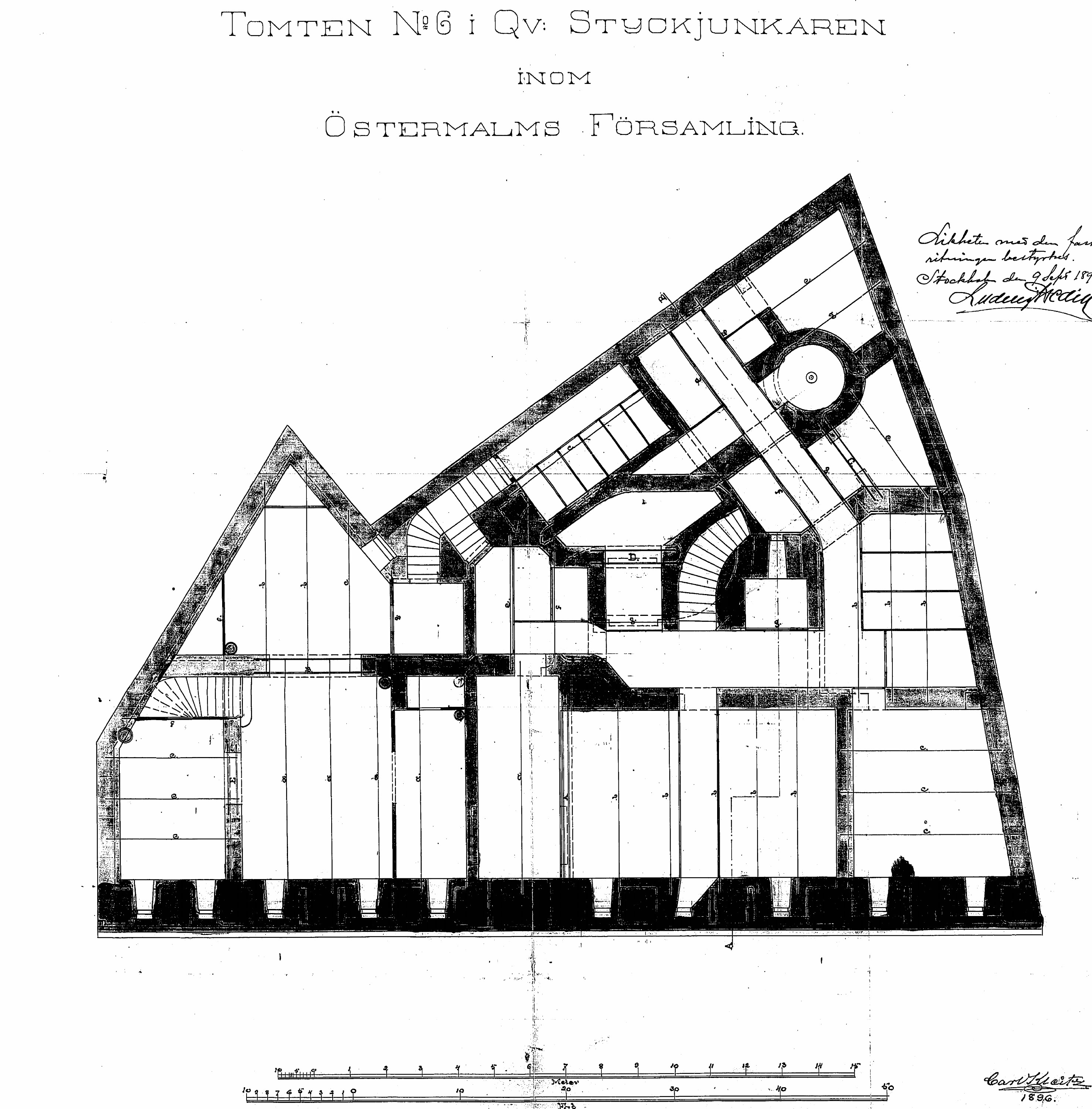
Källarvåning.
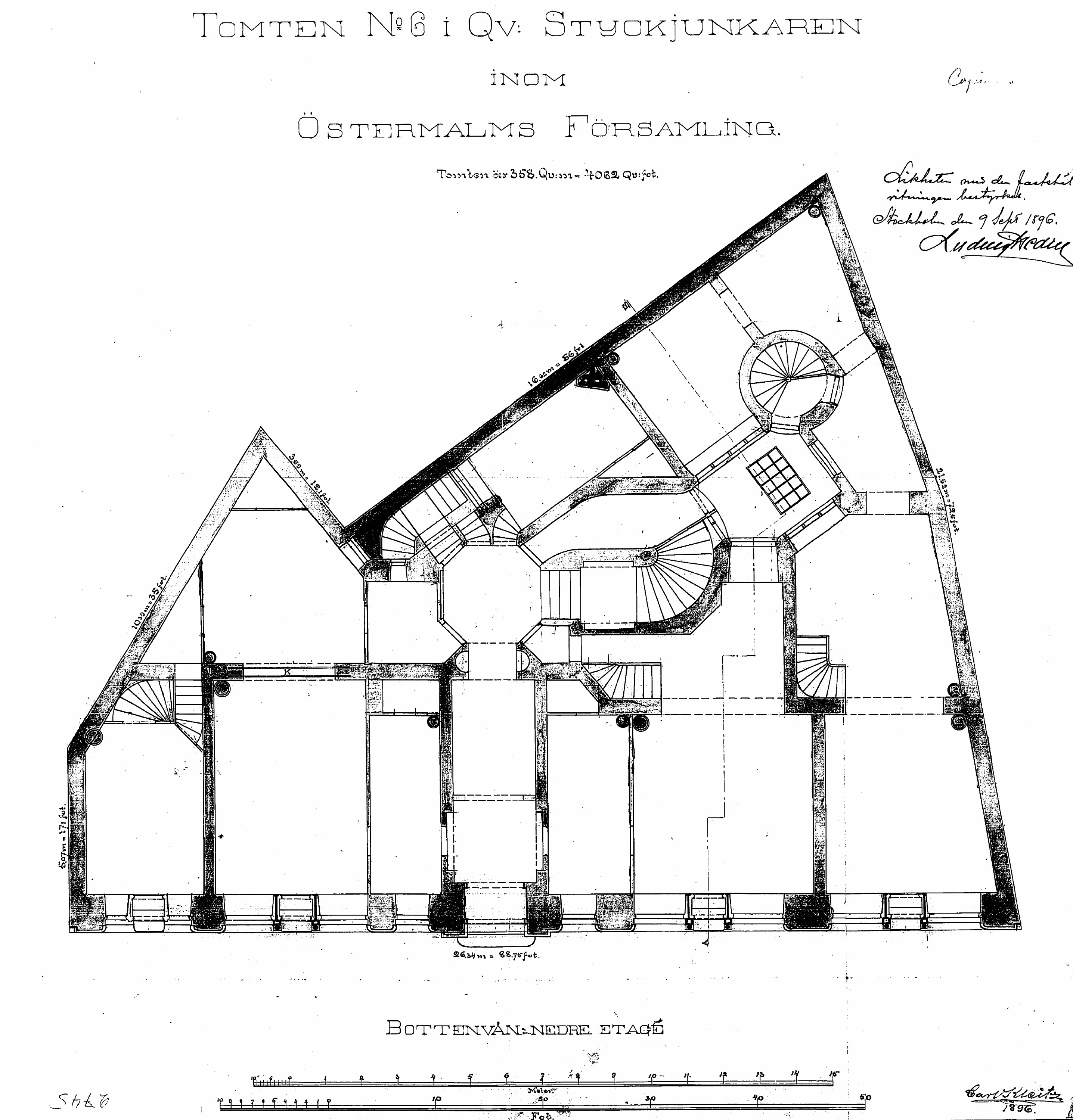
Nedre bottenvåning.
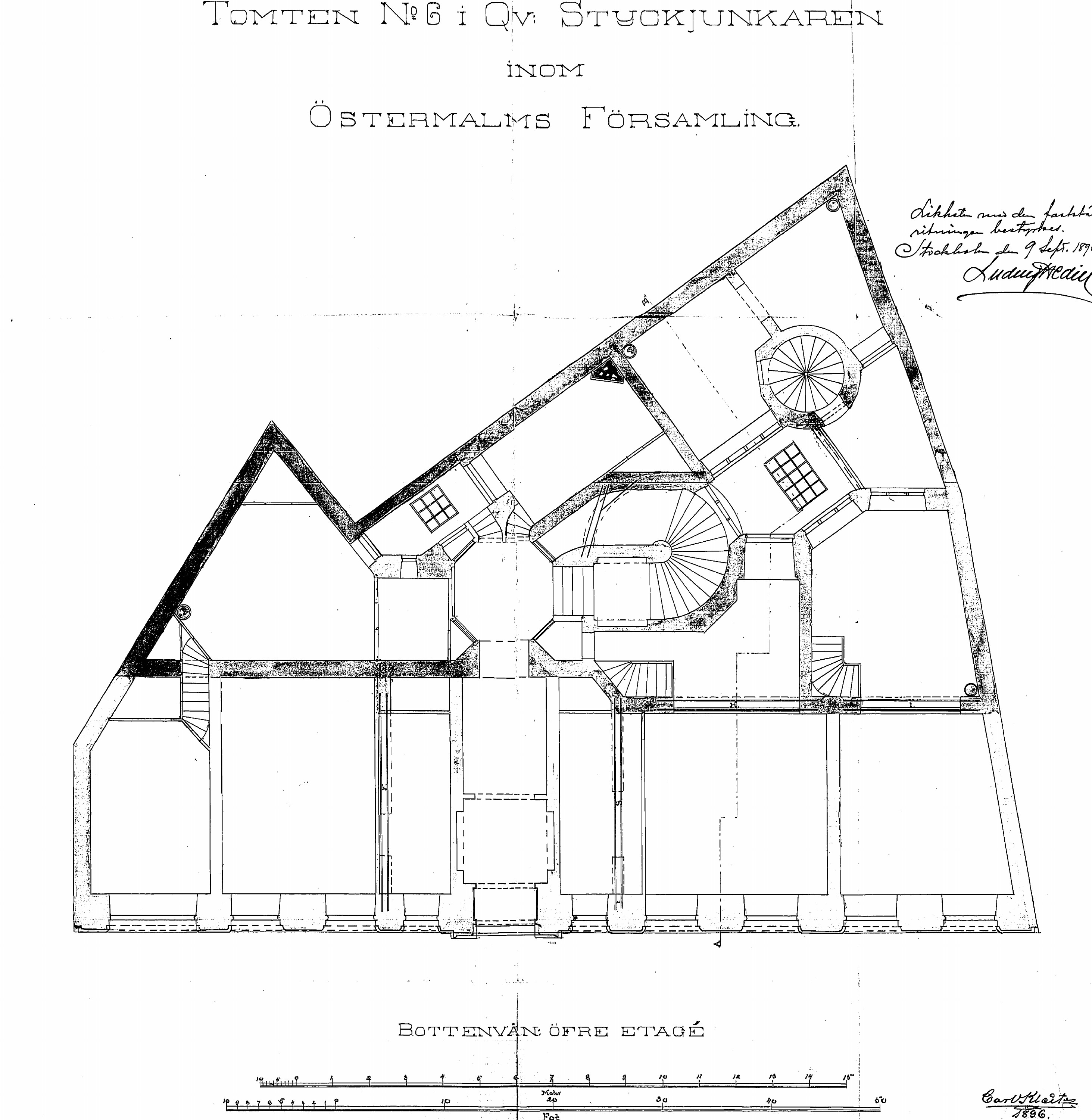
Övre bottenvåning.
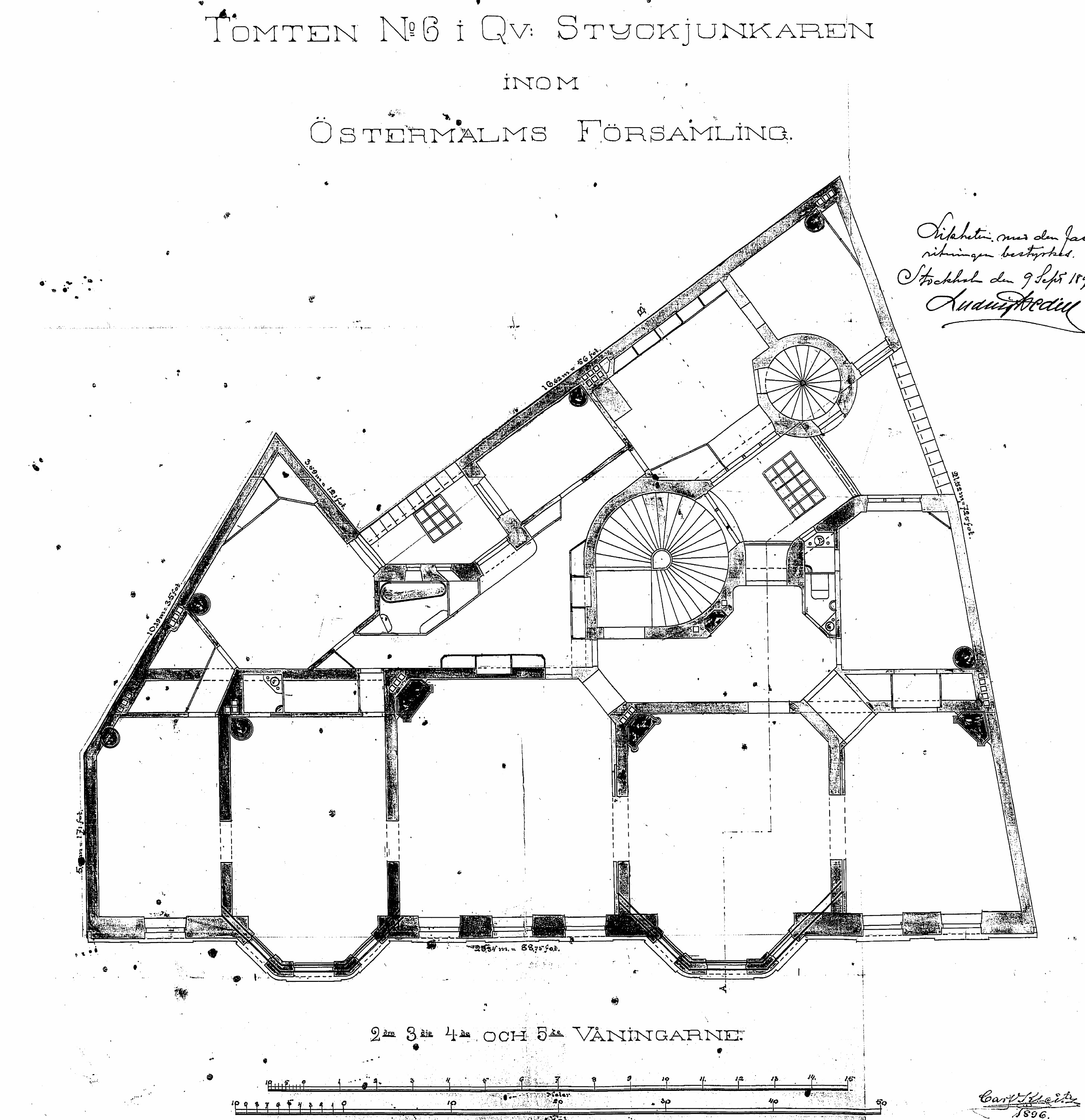
Våning 2, 3, 4, 5 trappor.
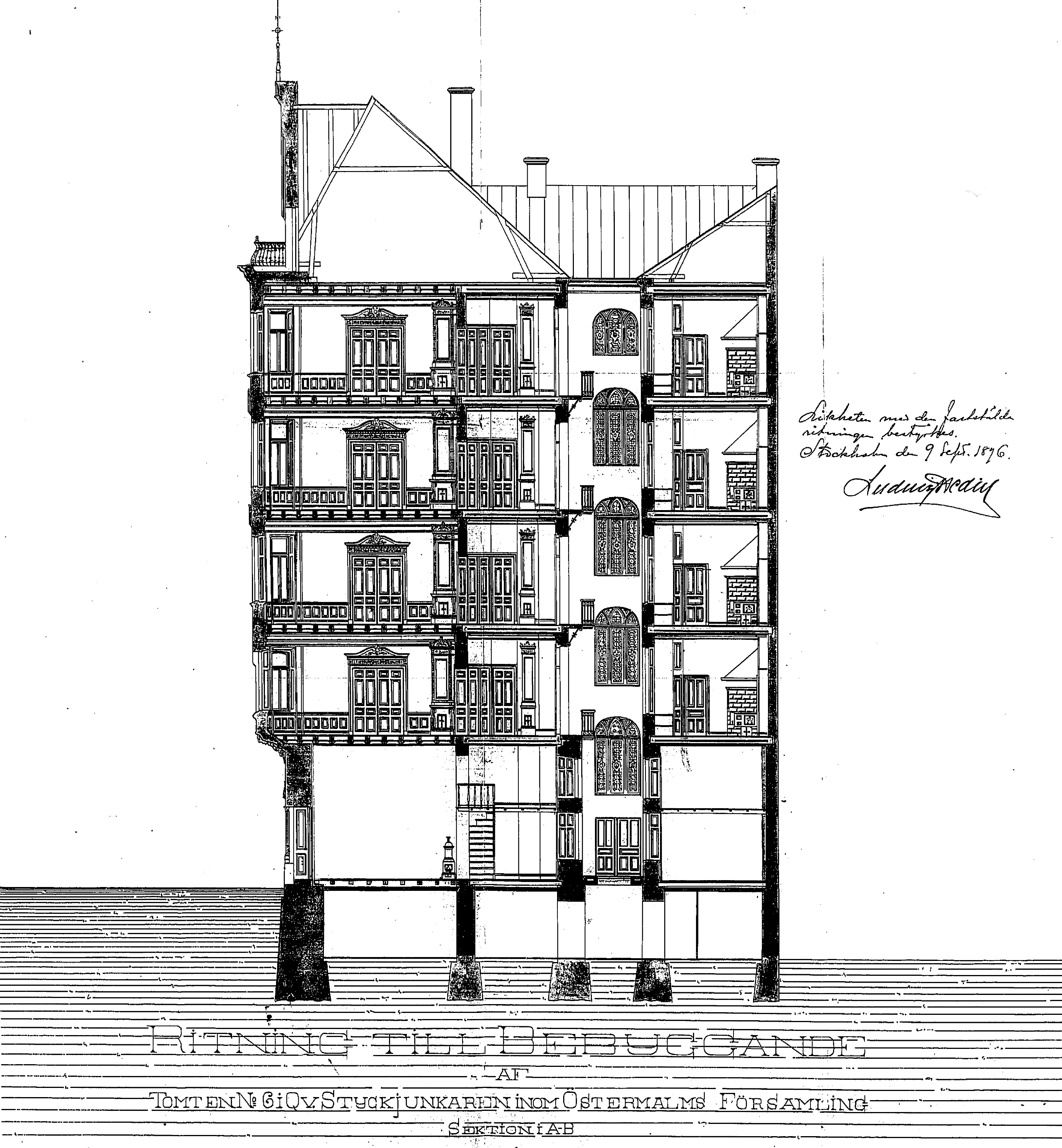
Sektion.

## Ägare (urval)
Fastighetens första ägare tillika byggherre, grosshandlaren M. Magnusson, behöll egendomen till år 1900 då Stockholms adresskalender anger en ingenjör Carl von Malmberg som ägare. Efter honom tillträdde en friherre C.A.J. Åkerhielm. Från 1918 och framåt ägdes fastigheten av Försäkringsaktiebolaget Securitas (ej identiskt med bevakningsföretaget Securitas) som även hade sitt kontor här. En senare ägare var Humlegården Fastigheter som 2010 av på grund av förluster tvingades sälja Styckjunkaren 6 till fastighetsbolaget Olov Lindgren AB.

### Bilder, fasaddetaljer

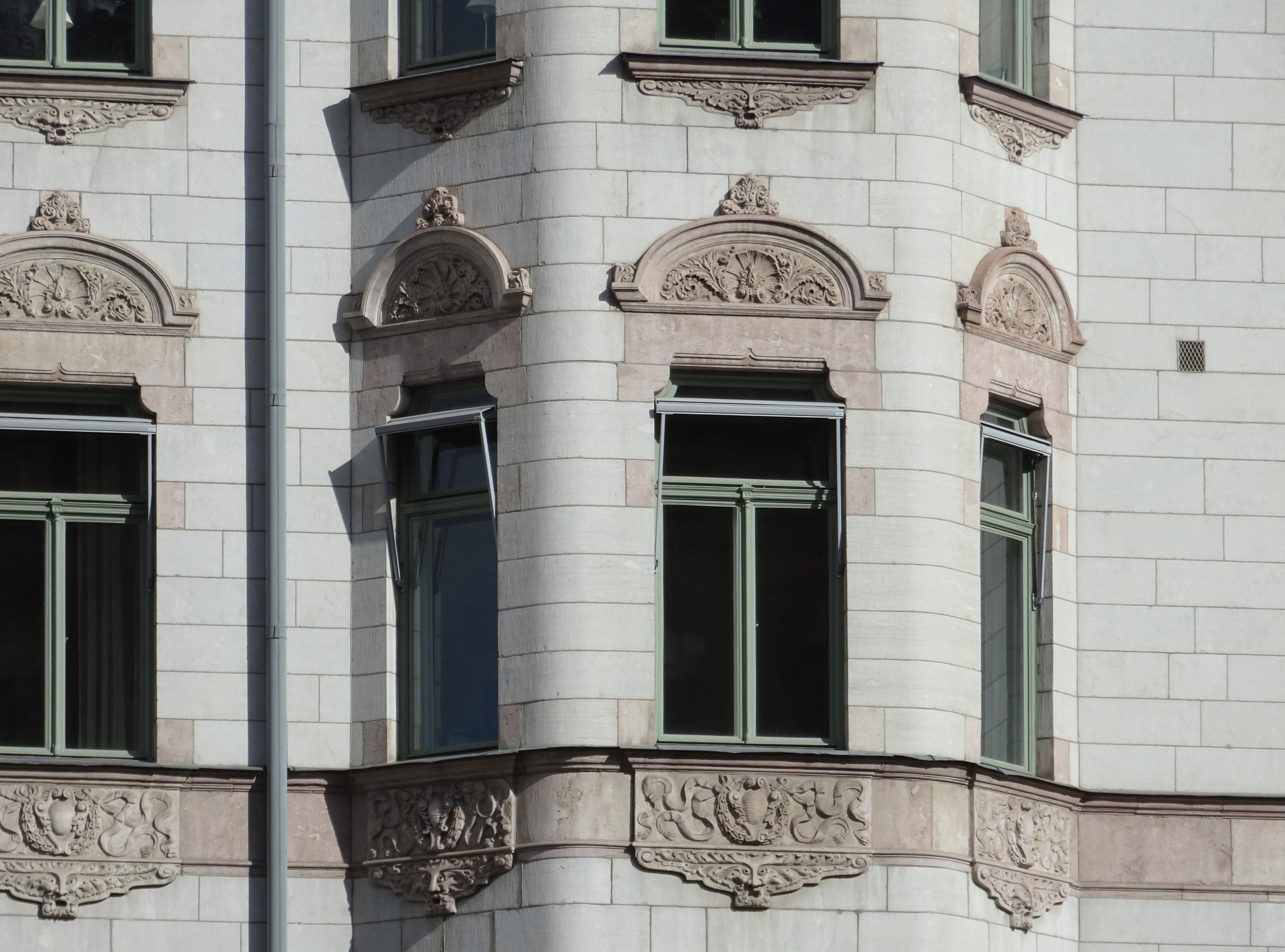
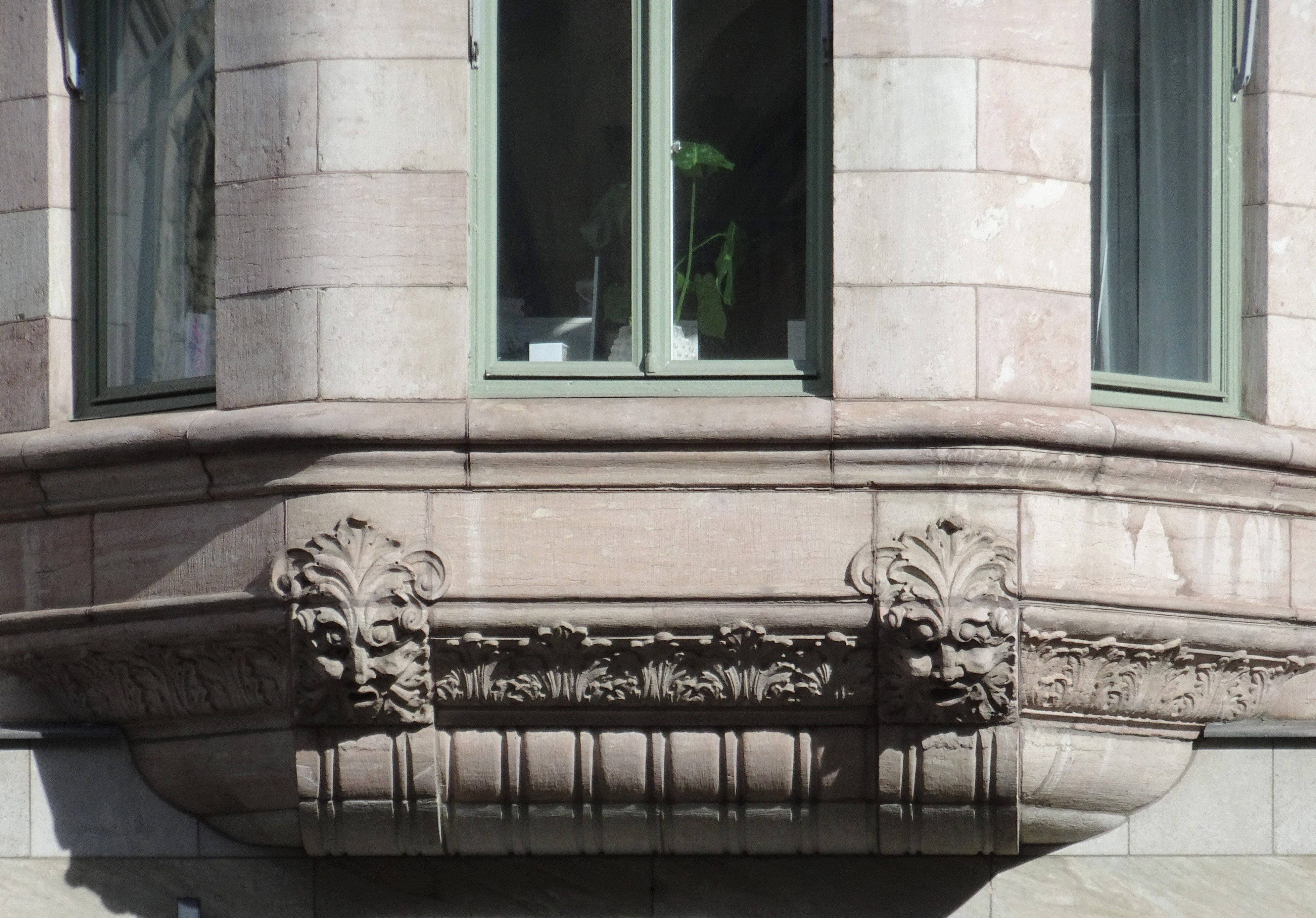
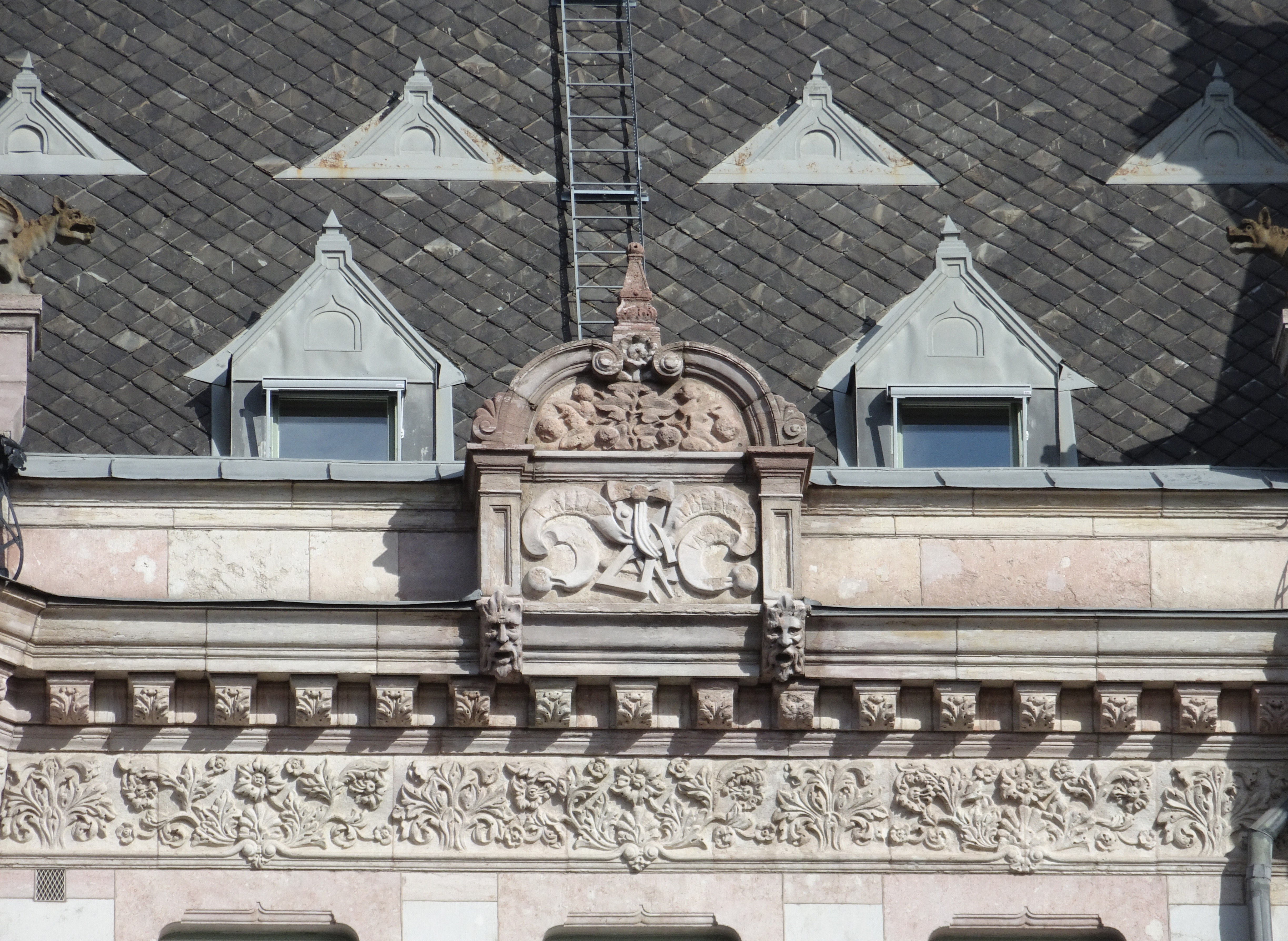
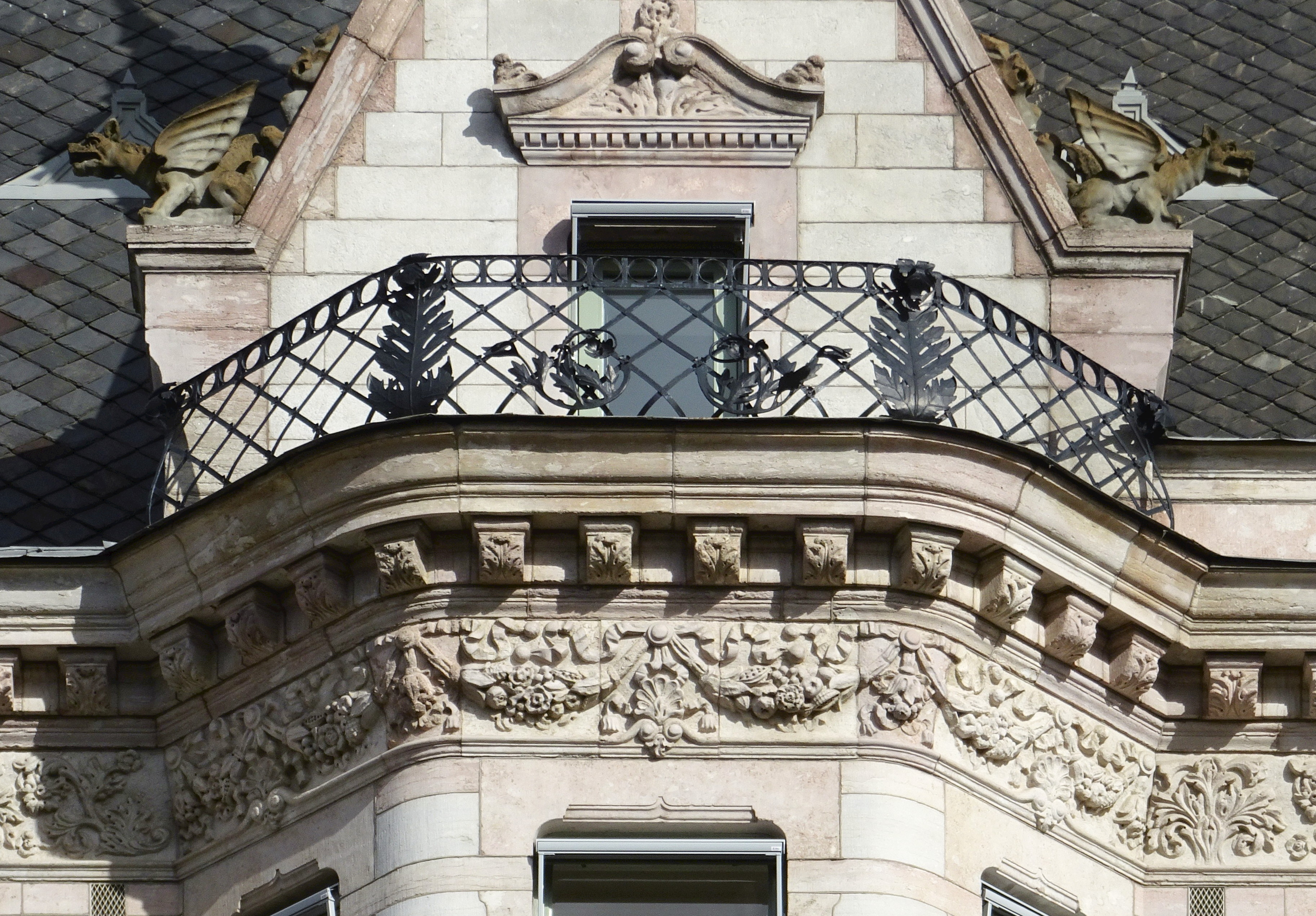